# Böztal
Böztal (schweizertyska: Bööztal) är en kommun i distriktet Laufenburg i kantonen Aargau, Schweiz. Kommunen skapades den 1 januari 2022 genom sammanslagningen av de tidigare kommunerna Bözen, Effingen, Elfingen och Hornussen. Böztal har 2 896 invånare (2023).